# Stazione di Jūjō (Tokyo)
La Stazione di Jūjō (十条駅?, Jūjō-eki) è una stazione ferroviaria di Tokyo e si trova a Kita. La stazione è servita dalla linea Saikyō

## Linee e servizi
JR East
■ Linea Saikyō

## Storia
La stazione venne aperta nel 1905.

## Struttura
La stazione è realizzata in superficie e, caso unico nella linea Saikyō, possiede due marciapiedi laterali, con due binari pasaanti in superficie. Ciascun marciapiede possiede una propria area tornelli, ma è possibile attraversare i binari tramite una passerella interna.
| 1 | ■ Linea Saikyō | per Akabane, Ōmiya e Kawagoe                    |
| 2 | ■ Linea Saikyō | per Ikebukuro, Shinjuku, Shibuya e linea Rinkai |

## Stazioni adiacenti
| «            | Servizio         | »            |
| Linea Saikyō | Linea Saikyō     | Linea Saikyō |
| ------------ | ---------------- | ------------ |
| Akabane      | Rapido Pendolari | Itabashi     |
| Akabane      | Rapido           | Itabashi     |
| Akabane      | Locale           | Itabashi     |